# Pales usitata
Pales usitata là một loài ruồi trong họ Tachinidae.